# Questão da Pobreza Apostólica
A Questão da Pobreza Apostólica foi uma controvérsia que surgiu dentro da Igreja Católica na Idade Média. De um lado, estavam as posições defendidas pela Cúria Romana e do outro os franciscanos. Essa disputa teve seu auge entre os anos de 1318 e 1328, coincidindo com a reabertura das divergências entre o Papado e o Sacro Império Romano Germânico durante o período do chamado Papado de Avinhão.
Essa disputa enquadrava-se no contexto do chamado pauperismo medieval e é resumida na questão sobre a legitimidade da posse de bens e riquezas pela Igreja Católica. O ponto de partida era que devido ao fato da Igreja se considerar a "Noiva de Jesus Cristo", ela deveria, necessariamente, seguir os ensinamentos e o exemplo de Jesus, do primeiro papa (São Pedro) e dos primeiros bispos (os apóstolos). A questão então surgiu em relação à possibilidade de que Jesus e os apóstolos tivessem, ou não, possuído coisas materiais. A definição de pobreza apostólica, portanto, refere-se não ao uso moderado de bens (usus pauper, um problema no qual a controvérsia dos espirituais havia se centrado e que dizia respeito à conduta dos franciscanos), mas à recusa absoluta de que a Igreja possuísse qualquer coisa material.
Portanto, o cumprimento ortodoxo do preceito da pobreza apostólica resultaria na renúncia, pela Igreja, a qualquer bem terreno. Contra essa perspectiva, se argumentava que, sem riquezas próprias, a Igreja estaria mais sujeita às pressões dos poderosos.

## Fundamentos Bíblicos
Os defensores da pobreza apostólica, se apegavam, principalmente aos seguintes versículo do Novo Testamento:
- Mateus 19:21: Jesus respondeu: Se você quer ser perfeito, vá, venda tudo o que tem, dê o dinheiro aos pobres, e você terá um tesouro no céu. Depois venha, e siga-me.
- Marcos 10:21: Jesus olhou para ele com amor, e disse: Falta só uma coisa para você fazer: vá, venda tudo, dê o dinheiro aos pobres, e você terá um tesouro no céu. Depois venha e siga-me.
- Lucas 18:22: Ouvindo isso, Jesus disse: Falta ainda uma coisa para você fazer: venda tudo o que você possui, distribua o dinheiro aos pobres, e terá um tesouro no céu. Depois venha, e siga-me.
- Lucas 5:11: Então levaram as barcas para a margem, deixaram tudo, e seguiram a Jesus.
- Atos dos apóstolos 2:44-45: 44 Todos os que abraçaram a fé eram unidos e colocavam em comum todas as coisas; 45 vendiam suas propriedades e seus bens e repartiam o dinheiro entre todos, conforme a necessidade de cada um.
- Mateus 16:24: Então Jesus disse aos discípulos: Se alguém quer me seguir, renuncie a si mesmo, tome a sua cruz, e me siga.

## Histórico
Em 1205, Francisco de Assis passou por uma profunda conversão e começou a pregar junto a seus seguidores uma vida de perfeita pobreza. Em 1206, ele se apresentou ao bispo de Assis, de quem obteve proteção. Em 1209, ele foi para Roma, onde recebeu a aprovação oral de movimento do Papa Inocêncio III. No entanto, a proteção papal, foi concedida somente após ter verificado a veneração de Francisco pelo sacerdócio, sua obediência às hierarquias eclesiásticas e o caráter da pobreza pregada por Francisco. De fato, Francisco não criticou a riqueza ou os ricos: pelo contrário, recomendou que seus discípulos tivessem cuidado para não impor pobreza aos outros, ou seja, o voto de pobreza era exigido apenas dos seguidores voluntários, desse modo, os possuidores de riqueza eram vistos, por Francisco, não como inimigos, mas como potenciais benfeitores.
Por sua parte, Inocêncio III acreditava que o reconhecimento dos franciscanos pelo Vaticano ajudaria a impedir o florescimento de heresias pauperísticas e, além disso, permitiria um controle mais fácil daquele movimento pela Cúria Romana.
Em 29 de novembro de 1223, Francisco obteve a aprovação da Bula Solet annuere, pelo Papa Honório III. Essa Bula era menos severa, em relação ao voto de pobreza, do que a regra antes aprovada, apenas oralmente, pelo Papa Inocêncio III, quatorze anos antes.
As razões para esse abrandamento, podem ser encontradas no fato de Francisco ter cedido parcialmente aos pedidos de alguns confrades ou do "cardeal protetor" Ugolino di Anagni (que posteriormente seria o Papa Gregório IX), ou pelo fato dele próprio ter percebido que a Ordem, que já estava se estabelecendo em toda a Europa, não poderia mais contar apenas com esmolas para educar e manter os confrades, mas precisava se equipar com seus próprios fundos e estruturas.
A partir de 1226, com a morte de Francisco, duas tendências distintas emergiram dentro da Ordem: por um lado, os rigoristas que pediam a observância estrita da Regra de 1223 e também do exigente Testamento de São Francisco, por outro lado, a maioria dos monges, que não aceitava obedecer às determinações do Testamento e que entendia que o Papa teria o direito de estabelecer "interpretações autênticas" da Regra de 1223.
A partir de 1274, após a morte de Boaventura, a situação se tornou crítica. Os rigoristas estavam organizado em um movimento bem organizado, inspirado por escritos de Joaquim de Fiore. Entre esses grupos, em particular, os "Irmãos da Vida Pobre" (mais tarde apelidados de "Fraticelli"). Ao contrário dos outros grupos de Espirituais, que continuaram a permanecer dentro da Ordem, os "Irmãos da Vida Pobre" tentaram se separar do resto da Ordem, agora considerada prisioneira de heresia, e retornar à pureza de suas origens vivendo sob uma regra inspirada diretamente na aprovada oralmente em 1209.
A concepção extremista do preceito de pobreza logo levou os Fraticelli a considerarem a pobreza uma espécie de obrigação para todos os cristãos, não apenas para aqueles que abraçaram voluntariamente esse voto e isso criou ligações perigosas com os movimentos heréticos que naquele período defendiam o pauperismo, especialmente com os chamados Apostólicos.
Além disso, o Sacro Império olhava com cada vez mais benevolência para os franciscanos e, em especial, para a corrente mais rigorosista. Entretanto, naqueles anos, o próprio Império foi abalado pela inquietação interna e, portanto, não pôde apoiar mais efetivamente os rigorosistas, o que poderia ter gerado um verdadeiro cisma dentro da Igreja.

### Entre 1279 e 1307
Em 1279, o Papa Nicolau III tentou resolver as divergências por meio da Bula Exiit qui seminat, cuja redação contou com a colaboração do franciscano Pietro di Giovanni Olivi. De acordo com esse documento, todos os bens da Ordem dos Franciscanos passariam a ser de propriedade da Santa Sé, que, por sua vez, os concederia em usufruto aos franciscanos.
Entretanto, líderes Espirituais como Raymond Geoffroi, Guy de Mirepoix e especialmente Ubertino de Casale continuaram a criticar, cada vez mais abertamente, a visão dos pontífices sobre a questão da pobreza apostólica.
Em 1294, teve início um período de reconciliação, pois o Papa Celestino V, seguindo um conselho de Jacopone da Todi, concedeu aos espirituais da Itália central (liderados pelos frades Pedro de Macerata e Ângelo Clareno) o direito de se organizarem em uma ordem religiosa separada, que seria, formalmente, uma congregação beneditina, na qual haveria observação estrita da regra e do Testamento de São Francisco. Entretanto, em 8 de abril de 1295, esse grupo, que se tornaria conhecido como os "Pobres Eremitas de Celestino V", foi dissolvido pelo Papa Bonifácio VIII, por meio da Bula Olim Coelestinus.
Nesse contexto, os espirituais passaram a questionar a validade da eleição e a criticar duramente Bonifácio VIII. Por sua vez, Bonifácio VIII não pode reagir muito duramente, pois estava enfraquecido por disputas contra o Rei Filipe IV da França e com a Casa de Colonna. Mas, mesmo assim, combateu os espirituais, circunstância na qual, Gerardo Segarelli, líder dos espirituais, foi condenado à morte na fogueira, em 1300.
Essa perseguição resultou em uma reação violenta das várias seitas pauperistas, como a liderada por Frei Dolcino, que colocou em prática o conceito de "pobreza compulsória" por meio da pilhagem de propriedades eclesiásticas e feudais e o massacre de nobres e prelados. Os dolcinianos foram liquidados em 1307, com a condenação à morte na fogueira de seu líder por heresia.

### Entre 1307 e 1316
O impacto do confronto com os dolcinianos fez com que a Cúria intensificasse a pressão sobre os espirituais para que aceitassem as posições da corrente majoritária entre os franciscanos, caso contrário, eles seriam excluídos da Igreja Católica.
O Papa Bento XI, sucessor de Bonifácio, adotou medidas punitivas contra Ubertino de Casale, outro líder dos espirituais, ordenando que ele se retirasse do meio dos franciscanos e interrompesse qualquer pregação. Em resposta, Ubertino escreveu e divulgou a obra "Arbor vitae crucifixae Jesu Christi", na qual, em tom apocalíptico e milenar, profetizou a chegada ao trono de Pedro de um "papa angelical", o que levaria a Igreja a uma época luminosa em forte contraste com os papas corruptos da época. Em resposta, Bento XI excomungou Ubertino.
Posteriormente, o Papa Clemente V retirou a excomunhão de Ubertino e, em 1309, o convidou para participar de uma reunião com o superior-geral dos franciscanos: Gundisalvo di Valleboa e outros líderes da corrente espiritual: Raymond Gaufredi e Guy de Mirepoix. Mas a reunião, que pretendia um acordo entre as facções, não obteve êxito, pois Ubertino criticou o luxo da corte do Papa, circunstância que fez com que a reunião se encerrasse. Ubertino foi transformado em prisioneiro e confiado à custódia de um cardeal.

### Entre 1316 e 1322
Em 1316, foi eleito o Papa João XXII (1316–1334). Naquele ano, também foi eleito o novo general da ordem franciscana, Miguel de Cesena. Naquele contexto, o novo Papa exigiu a extinção da corrente espiritual, em troca Luís de Tolosa, um espiritual moderado seria canonizado.
Em 1317, João XXII publicou a Bula Quorundam exigit, que revogava parcialmente a Bula Exiit qui seminat de 1279, e, desse modo, previa que a ordem franciscana pudesse ter propriedades.
Em 1318, João XXII excomungou os Espirituais e os Fraticelli, e apoiou a execução na fogueira de quatro espirituais em Marselha.

### A partir de 1322
Em 1322, ocorreu um Capítulo dos franciscanos em Perúgia, no qual a ordem, ao responder uma indagação do Papa João XXII, afirmou que Jesus e os apóstolos eram totalmente pobres e sem bens.
Em resposta, João XXII emitiu o decreto Ad conditorem canonum, que cancelou totalmente a Bula Exiit qui seminat de 1279, fazendo com que a Ordem Franciscana passasse a ser proprietária dos bens que estavam em seu poder em regime de usufruto.
Em 1323, publicou a Bula Cum inter nonnullos, que declarou como herético o entendimento expresso pelo Capítulo Francisco de Perúgia de 1322 e exigiu que principais líderes dos franciscanos se apresentassem no Tribunal Papal.
Essa exigência de comparecimento foi postergada para que os franciscanos tivessem mais tempo para refletir, até que, em 1328, os líderes dos franciscanos foram para Avignon, cidade onde o Papa residia naquela época, mas, na noite de 26 de maio, fugiram da cidade para buscar a proteção do Imperador Luís IV do Sacro Império Romano-Germânico.
Antes disso, em 12 de maio de 1328, Luís IV elegeu como Antipapa, Nicolau V, um franciscano espiritual, declarando João XXII como herege. Os fugitivos tomaram partido em favor do Antipapa e do Imperador.
Em 28 de maio de 1328, João XXII expediu a Bula Cum Michael de Caesena, que depôs o Superior-Geral dos Franciscanos, que, em 6 de junho de 1329 seriam excomungados e expulsos da ordem franciscana por meio da Bula Dudum ad nostri.
Em 1329, os franciscanos se reuniram em um novo Capítulo, que elegeu Geraldo de Oddone como o novo superior-geral da ordem, um claro oponente dos espirituais, enquanto que os fugitivos permaneceram no exílio.